# Charles Edwards (acteur)
Pour les articles homonymes, voir Charles Edwards.
Charles Edwards, né le 1er octobre 1969 à Haslemere dans le Surrey (Angleterre), est un acteur britannique.

## Biographie
Charles Peter Keep Edwards est né le 1er octobre 1969 à Haslemere dans le Surrey, Royaume-Uni. Il est diplômé de la Guildhall School of Music and Drama en 1992. 

## Filmographie

### Cinéma
- 1999 : Un mari idéal (An Ideal Husband) d'Oliver Parker : Jack
- 1999 : Mansfield Park de Patricia Rozema : Yates
- 2000 : Stars in Love (Relative Values) d'Eric Styles : Phillip Bateman-Tobias
- 2005 : Batman Begins de Christopher Nolan : Un cadre des Wayne Enterprises
- 2007 : The All Together de Gavin Claxton : Marcus Craigie-Halkett
- 2012 : Beaucoup de bruit pour rien (Much Ado About Nothing) de Joss Whedon : Benedick
- 2013 : Philomena de Stephen Frears : David
- 2013 : Diana d'Oliver Hirschbiegel  : Patrick Jephson
- 2020 : Sacrées Sorcières (The Witches) de Robert Zemeckis : Mr Jenkins
- 2020 : The Duke de Roger Michell : Sir Joseph Simpson

### Télévision

#### Séries télévisées
- 1992 : Rumpole of the Bailey : Un policier
- 1998 : La dynastie des Carey-Lewis (Coming Home) : Rupert
- 2000 - 2001 : Les Mystères de Sherlock Holmes (Murder Rooms: Mysteries of the Real Sherlock Holmes) : Arthur Conan Doyle
- 2006 : Les pêcheurs de coquillages (The Shell Seekers) : Noel
- 2008 : Inspecteur Barnaby (Midsomer Murders) : Ned Fitzroy
- 2008 : Mistresses : Paul Malloy
- 2011 : Meurtres en sommeil (Waking the Dead) : Donald Rees
- 2012 - 2013 : Downton Abbey : Michael Gregson
- 2013 : Playhouse Presents : James Nelson
- 2013 : A Young Doctor's Notebook : Le Colonel
- 2014 : Ripper Street : Lord Montacute
- 2014 : Trying Again : Iain
- 2015 : Arthur & George : Alfred Wood
- 2017 : Sherlock : David Welsborough
- 2017 : The Halcyon, un palace dans la tourmente : Lucian D'Abberville
- 2017 : Henry IX : Le Roi Henry
- 2018 : The Terror :  Dr Alexander McDonald
- 2019-2020 : The Crown : Martin Charteris
- 2021 : The Girlfriend Experience : Elliott Stanton, le père
- 2021-2022 : Under the Vines : Louis
- 2022-2024: Le seigneur des anneaux : Les Anneaux de pouvoir (The Lord of the Rings : The Rings of Power) : Celebrimbor

#### Téléfilms
- 1988 : The Ragged Child de Jeremy James, Taylor Frank Whately et David Buckton : Earl of Shaftesbury
- 1995 : Loved Up de Peter Cattaneo : Nigel Bennet
- 1996 : In Your Dreams de Simon Cellan Jones : Le serveur
- 2000 : Longitude de Charles Sturridge : Lieutenant Seward
- 2002 : Bertie and Elizabeth de Giles Foster : David
- 2005 : Colditz : La Guerre des évadés (Colditz) de Stuart Orme : Ellways, un officier du MI9
- 2011 : Holy Flying Circus d'Owen Harris : Michael Palin